# 愛繆
愛繆（日语： Aimyon */?，1995年3月6日—）是日本女性創作歌手，出生於兵庫縣西宮市，所屬經紀公司為ENS Entertainment。

## 人物簡介

### 来历
艺名“爱缪”是由高中好友取的，好友也是歌曲《○○ちゃん》的原型。受到想成为歌手的祖母以及从事音乐相关工作的父亲的影响，爱缪从國中开始作词作曲。
爱缪國中二年級开始作词，同时期父亲给了她电吉他，但是因为不适应一个月就放弃了。國中三年級的时候學校的外國老師回国前把木吉他送给了她，于是再次开始弹唱（出道后，在社交网站和該名外國老師也再次取得了联系）。最开始挑战简单的曲子，弹唱了尾崎丰和Spitz等的歌曲。
高一开始作曲，因为老家的朋友在YouTube拍音乐系的节目，于是演奏过大概2次。朋友上传了爱缪的影片。高中毕业后，经纪公司看到此影片，在Twitter上和她取得联系。正式进经纪公司前被要求写50首歌，于是爱缪在独立出道的时点交出了涵盖亲子间的羁绊、性的真理以及生死观和恋爱模样等约130首的歌曲音源。2014年经纪公司把她介绍给华纳音乐旗下的unBORDE的代表铃木龙马，此后开始作词作曲以及演唱会的训练。因为经纪公司的战略是“比起着急而不慎重地推出艺人出道，更想培养其能够成为长期受到喜爱的艺术家。”所以先独立出道测试市场反应。
2015年2月4日凭《Time goes by》作词家出道。此歌为杰尼斯WEST第三张单曲《ズンドコ パラダイス》的B面曲。3月4日发行了Tower Record音像店限定贩卖的独立出道单曲《解剖你纯爱歌 ～死吧～》，因过激的歌词成为话题，即使在电视电台不能播放，仍取得了ORICON独立周榜的第10名。5月20日，发行了第一张全国流通盘的迷你专辑《tamago》。
2016年2月16日、在SPACE SHOWER公司举办的“近未来将火爆的歌手”企画活动『SPACE SHOWER NEW FORCE』中，爱缪被选为10组歌手中的其中一个。
4月10日，在「unBORDE」設立5周年纪念活动「Coca-Cola presents unBORDE 5th Anniversary Fes 2016」上，爱缪第一次在8000个观众面前演唱。
11月30日、凭借单曲《她曾活过啊》主流出道。歌曲也被TV東京的电视剧《只想住在吉祥寺吗》起用为主题曲。
2017年2月4日公开的《恋爱奇谭集》的主题曲为爱缪的《漂白》，是她的第一首电影主题曲。8月2日发行了第3张单曲《你不听摇滚》，获得了日本全国42电台8月度的播放量冠军，时隔4年3个月更新了播放量最高记录。8月16日，为DISH//乐队提供第10张单曲专辑的B面曲《猫》，2020年此歌THE FIRST TAKE版本快速走紅，DISH//乐队的职业生涯藉此也上了一个很大的台阶。9月13日，发行了第一张专辑《青春的悸動》，销售量连续2年登上ORICON榜单。
2018年4月，成为大阪FM802电台春季活动「FM802 X TSUTAYA ACCESS!」主题歌《栞》的期间限定演唱团队Radio Bestsellers的成员。6月22日、在台湾・Legacy Taipei举办了第一场海外公演「AIMYON TOUR 2018 -TELEPHONE LOBSTER-ADDITIONAL SHOW "TAIWAN"」。电视剧《只想住在吉祥寺吗》也在台湾播放，主题曲《她曾活过啊》大受欢迎，演唱会超满员，来了近千名观众。
8月8日，发行了第5张单曲《金盏花》，流媒排行榜连续20周取得第一名。
10月12日公开的电影『音量を上げろタコ!なに歌ってんのか全然わかんねぇんだよ!!』，爱缪作词作曲了主题曲《体の芯からまだ燃えているんだ》，在电影里歌曲由吉岡里帆饰演的角色演唱。
9月开始担任电台FM802《MUSIC FREAKS》节目的隔周主持人，为期一年。主持人的选任标准是未来可期的年轻歌手。
12月31日，第69回NHK红白歌合战初出场。节目的制作人渋谷義人描述了选考理由，“爱缪的流媒配信非常人气。在流媒主力军10几20岁的听众里有绝佳的人气，今年非常活跃。”红白歌会演唱的曲目是《金盏花》。
2019年1月25日公开的长篇动漫电影『あした世界が終わるとしても』裡，主题曲《あした世界が終わるとしても》和插曲《ら、のはなし》由爱缪创作。
4月17日蜡笔小新剧场版『クレヨンしんちゃん 新婚旅行ハリケーン 〜失われたひろし〜』的主题曲《ハルノヒ》作为第7张单曲发行。
5月31日公开的电影『さよならくちびる』的插曲「誰にだって訳がある」和「たちまち嵐」由爱缪作词作曲。歌曲由电影中小松菜奈和門脇麦组成的歌唱组合“harureo”演唱。
10月开始举办了自身最大規模的HALL・ARENA巡演「AIMYON TOUR 2019 -SIXTH SENSE STORY-」。
2020年6月17日发行了第10张单曲《裸の心》，大受好评，收获了抒情歌曲的市场。凭此歌曲12月31再次登上红白歌会。
7月24日（23日深夜），主持日本放送的特別节目《爱缪的ALL NIGHT NIPPON》。
2021年5月5日杰尼斯WEST的第16张单曲专辑发行，爱缪为其提供了主打曲〈SOMETHING・NEW〉。也是第一首成为A面的提供曲。5月开始第一次弹唱巡演“和伤口与恶魔相恋！”
2022年11月5日於阪神甲子園球場舉行演唱會，是繼水樹奈奈後第二位在此場地開唱的個人歌手。

### 家族
有6个兄弟姐妹，前3个是女孩，后3个是男孩。爱缪排第2。目前已經是9名甥侄的阿姨。

### 兴趣・喜好
初中参加了田径部，跑跨栏。是副部长。喜欢吃鮭魚卵，喜欢动物，经常去动物园，喜欢岡本太郎。是吉卜力工作室的忠实粉丝。

### 軼事
鞋碼是41。擁有書法初段證書，常用吉他有history, gibson j-45 和martin。

### 音乐性
发行的所有歌曲，词曲都由自己创作。
音乐受到了，Spitz、浜田省吾、吉田拓郎、河島英五、尾崎豊、Flipper's Guitar、小沢健二、平井堅等的影响。喜欢擅长使用比喻手法的艺术家。比起旋律更重视歌词。
小时候看了蜡笔小新的电影《蠟筆小新：風起雲湧 猛烈！大人帝國的反擊》，对太陽之塔與其作者岡本太郎、以及演唱插曲的吉田拓郎着迷。之后，对岡本太郎的人生観产生共鸣，立下了在太阳之塔下唱歌的目标。
爱缪自身对自己的音乐性和自己的音乐，或是自己想做的音乐是属于哪个类型没有确切的定义。关于乐曲制作，爱缪写的歌词和原声吉他的音源交给编曲，进而完成成品。爱缪说自己的音乐靠吉他和自己的声音就可以成立，所以希望让大家觉得弹唱的作品是最棒的。爱缪说这是她作为创作歌手的长处。

### 评价
音乐评论家柴那典说“爱缪是平成最後继承了浜田省吾风格的J.GIRL。Spitz的正统后继者终于出现了”。另外，爱缪是流媒体诞生的第一个巨星。

### 粉丝
为哆啦A梦配音的声优水田wasabi是爱缪的粉丝。另外，吉岡里穂、菅田将暉、広瀬すず等著名演员、歌手也是粉丝。

### 喜欢的音乐人的故事
- 草野正宗：小学时期从爸爸房间里摸出的第一张CD是spitz的「空も飛べるはず」，也是爱缪走上音乐道路的重要契机。spitz可以说是对她的音乐影响最大的乐队，到现在为止跟草野对谈过两次，草野在fc里赞扬过金盞花，也在演唱会哼过，当天爱缪就在台下。
- 平井坚：坚桑在听到爱缪喜欢他以后，主动写信认识，邀请她当自己演唱会的嘉宾合唱爱缪的歌曲，去年以爱缪的形象写了合作曲「怪物さん」，坚桑还透露不止这一首，其实为她写了四五首歌。
- 小泽健二：去年实现了在东京塔的对谈，小泽去了爱缪1995武道馆演唱会，meat·meet演唱会，并且说新曲「彗星」这首歌是写的爱缪，歌词里的1995就是受到爱缪武道馆的启发。对谈中大赞爱缪很酷，爱缪成为了爱缪，不需要成为任何人。
- 松任谷由实：毒舌了整个日音圈的女士，不仅没有毒舌爱缪还称赞她的音乐。红白的时候她表示最想见的是爱缪，主动叫爱缪到她的休息室拍合照。认识以后私交一直很好，经常互相送礼物。
- 小山田壮平：爱缪写的「夢追いベンガル」就是致敬andymori「ベンガルトラとウィスキー」，小山田知道后在电台中回应，说自己在涉谷逛街的时候会听爱缪的夢追い，这首歌非常帅气。
- 滨田省吾：前段时间还在电台里说想见爱缪，愛缪激动到不行，总有一天会见面的。

### 获奖经历
FM Q LEAGUE AWARD 2017：年間大賞 - 「君はロックを聴かない」。
FM5局共同企画「NIHON SAFETY MUSIC FOR THE NEXT」：NEXT BREAK ARTIST。
第61回輝く！日本レコード大賞 : 優秀アルバム賞 - 「瞬間的シックスセンス」。
MTV Video Music Awards Japan : 最優秀アーティストビデオ賞「今夜このまま」（2019年）。
SPACE SHOWER MUSIC AWARDS 2020 : BEST FEMALE ARTIST。
MTV Video Music Awards Japan : 最優秀邦楽女性アーティストビデオ賞 / BEST VIDEO OF THE YEAR「裸の心」（2020年）。

## 音樂作品
下列的「最高排位」指Oricon週榜之銷售排名。

### 單曲
|                                                 | 發售日                     | 單曲名                     | 商品編號                            | 最高排位                   |
| 獨立唱片時期                      | 獨立唱片時期 | 獨立唱片時期 | 獨立唱片時期          | 獨立唱片時期 |
| ----------------------------------------------- | -------------------------- | -------------------------- | ----------------------------------- | -------------------------- |
|                                                 | 2015年3月4日               | 解剖你的纯爱歌～去死吧～   | LASCD-0061                          | 未進入榜單                 |
| 商業唱片時期（發行廠牌：unBORDE／日本華納音樂） |                            |                            |                                     |                            |
| 1st                                             | 2016年11月30日             | 曾經活著啊                 | WPCL-12398                          | 67位                       |
| 2nd                                             | 2017年5月3日               | 傳達愛                     | WPCL-12606                          | 51位                       |
| 3rd                                             | 2017年8月2日               | 你不聽搖滾                 | WPCL-12708                          | 76位                       |
| 4th                                             | 2018年4月25日              | 假如在滿月之夜             | WPCL-12877                          | 31位                       |
| 5th                                             | 2018年8月8日               | 金盞花                     | WPCL-12910                          | 25位                       |
| 6th                                             | 2018年11月14日             | 今夜就這樣                 | WPCL-12971                          | 18位                       |
| 7th                                             | 2019年4月17日              | 春日                       | WPCL-13037 WPCL-13038（初回限定版） | 6位                        |
| 8th                                             | 2019年7月24日              | 仲夏夜的味道               | WPCL-13070                          | 18位                       |
| 9th                                             | 2019年10月2日              | 知道天空有多藍的人啊       | WPCL-13107                          | 7位                        |
| 10th                                            | 2020年6月17日              | 裸之心                     | WPCL-13180                          | 4位                        |
| 11th                                            | 2021年5月26日              | 在懂愛之前／落櫻繽紛的夜   | WPCL-13292                          | 8位                        |
| 12th                                            | 2021年11月24日             | Heart                      | WPCL-13339                          | 10位                       |
| 13th                                            | 2022年6月8日               | 初戀正哭泣著               | WPCL-13383                          | 8位                        |
| 14th                                            | 2023年6月7日               | 愛之花                     | WPCL-13482                          | 7位                        |
| 15th                                            | 2023年12月6日              | Anone                      | WPCL-13522                          | 4位                        |
| 16th                                            | 2024年5月22日              | 我要去見你                 | WPCL-13556                          | 14位                       |

### 配信單曲
|     | 發售日         | 單曲名       | 中字版MV                |
| --- | -------------- | ------------ | ----------------------- |
| 1st | 2020年02月14日 | 在揮別的今天 | YouTube上的在揮別的今天 |
| 2nd | 2020年12月16日 | SUPER GIRL   |                         |
| 3rd | 2021年2月17日  | 落櫻繽紛的夜 | YouTube上的落櫻繽紛的夜 |
| 4th | 2022年3月24日  | 雙葉         | YouTube上的雙葉         |

### 迷你專輯
|                            | 發售日                     | 專輯名                     | 商品編號                   | 最高排位                   |
| 獨立唱片時期 | 獨立唱片時期 | 獨立唱片時期 | 獨立唱片時期 | 獨立唱片時期 |
| -------------------------- | -------------------------- | -------------------------- | -------------------------- | -------------------------- |
| 1st                        | 2015年05月20日             | 玉子燒                     | LACD-0255                  | 239位                      |
| 2nd                        | 2015年12月02日             | 惡童霸道橫行               | LACD-0268                  | 250位                      |

### 正規專輯
| #                                               | 發售日                                          | 專輯名                                          | 商品編號 | 最高排位                                        |
| 商業唱片時期（發行廠牌：unBORDE／日本華納音樂） | 商業唱片時期（發行廠牌：unBORDE／日本華納音樂） | 商業唱片時期（發行廠牌：unBORDE／日本華納音樂） | 商業唱片時期（發行廠牌：unBORDE／日本華納音樂）                                                               | 商業唱片時期（發行廠牌：unBORDE／日本華納音樂） |
| ----------------------------------------------- | ----------------------------------------------- | ----------------------------------------------- | --- | ----------------------------------------------- |
| 1st                                             | 2017年09月13日                                  | 青春的悸動                                      | WPCL-12709 | 26位                                            |
| 2nd                                             | 2019年02月13日                                  | 瞬間的第六感                                    | WPCL-12996 127861・129579・129581・131171 131701・131706・131898・131993 （127861～131993為HMV・Loppi限定盤） | 2位                                             |
| 3rd                                             | 2020年09月09日                                  | 聽說有好吃的義大利麵                            | WPCL-13235～6（初回限定盤） WPCL-13210（通常盤）                                                              | 2位                                             |
| 4th                                             | 2022年08月17日                                  | 墜入眼眸中的唱片                                | WPZL-31975/6（初回限定Blu-ray盤) WPZL-31977/9（初回限定DVD盤） WPCL-13393（通常盤）                           | 2位                                             |
| 5th                                             | 2024年09月11日                                  | 忌妒貓                                          | |                                                 |

### 影像作品
| #                                               | 發售日                                          | 專輯名                                                   | 商品編號                                                                                          | 最高排位                                        |
| 商業唱片時期（發行廠牌：unBORDE／日本華納音樂） | 商業唱片時期（發行廠牌：unBORDE／日本華納音樂） | 商業唱片時期（發行廠牌：unBORDE／日本華納音樂）          | 商業唱片時期（發行廠牌：unBORDE／日本華納音樂）                                                   | 商業唱片時期（發行廠牌：unBORDE／日本華納音樂） |
| ----------------------------------------------- | ----------------------------------------------- | -------------------------------------------------------- | ------------------------------------------------------------------------------------------------- | ----------------------------------------------- |
| 1st                                             | 2019年10月02日                                  | AIMYON BUDOKAN -1995-                                    | ENZT-00001（BD初回盤） ENXT-00001（BD通常盤） ENZT-00002/3（DVD初回盤） ENBT-00001/2（DVD通常盤） | 4位                                             |
| 2nd                                             | 2020年07月08日                                  | AIMYON TOUR 2019 -SIXTH SENSE STORY- IN YOKOHAMA ARENA   | ENZT-00004（BD初回盤） ENXT-00002（BD通常盤） ENZT-00005/6（DVD初回盤） ENBT-00003/4（DVD通常盤） | 1位                                             |
| 3rd                                             | 2021年07月07日                                  | AIMYON TOUR 2020 "ミート・ミート" IN SAITAMA SUPER ARENA | ENZT-00007（BD初回盤） ENXT-00003（BD通常盤） ENZT-00008/9（DVD初回盤） ENBT-00005/6（DVD通常盤） | 1位                                             |

### 商業搭配
| 歌曲名               | 關聯作品                                                                              |
| -------------------- | ------------------------------------------------------------------------------------- |
| 曾經活著啊           | 東京電視網電視劇《只想住在吉祥寺嗎？》主題歌                                          |
| 漂白                 | 電影《恋愛奇譚集》主題歌                                                              |
| 今夜就这样           | NTV电视剧《非獸性男女》主题歌                                                         |
| ら、のはなし         | 動畫電影《相對世界。明日終結？》主题歌、插入曲                                        |
| 相對世界。明日終結？ | 動畫電影《相對世界。明日終結？》主题歌、插入曲                                        |
| 春日                 | 電視動畫《蠟筆小新》片尾曲 動畫電影《蠟筆小新：新婚旅行風暴〜奪回廣志大作戰〜》主題曲 |
| 仲夏夜的味道         | TBS電視劇《天國餐館》主題歌                                                           |
| 空の青さを知る人よ   | 動畫電影《知道天空有多藍的人啊》主題歌、插入曲                                        |
| 葵                   | 動畫電影《知道天空有多藍的人啊》主題歌、插入曲                                        |
| 誰にだって訳がある   | 電影《再見了，唇》插入曲(ハルレオ主唱)                                                |
| たちまち嵐           | 電影《再見了，唇》插入曲(ハルレオ主唱)                                                |
| 在揮別的今天         | NTV新聞節目《News zero》主題歌                                                        |
| 裸の心               | TBS電視劇《我的家政夫大叔》主題歌                                                     |
| 桜が降る夜は         | AbemaTV《別被狼君所欺騙》主題歌                                                       |
| 愛を知るまでは       | NTV電視劇《喜劇開場》主題歌                                                           |
| ハート               | TBS電視劇《只是在結婚申請書上蓋個章而已》主題歌                                       |
| 双葉                 | NHK綜合《Aimyon18祭》主題歌                                                           |
| 初恋が泣いている     | KTV・CX電視劇《戀愛何必認真？》主題歌                                                 |
| 姿                   | 瑞可利控股結婚資訊服務『Zexy』廣告曲                                                  |
| 愛の花               | NHK連續電視小說《爛漫》主題歌                                                         |
| あのね               | 電影《窗邊的小荳荳》主題歌                                                            |
| リズム64             | 資生堂『SHISEIDO BEAUTY WELLNESS』廣告曲                                              |
|                      | KTV・CX電視劇《Unmet 某腦外科醫的日記》主題歌                                         |
| ラッキーカラー       | 朝日飲料『可爾必思』廣告曲                                                            |
| ざらめ               | ytv・NTV電視劇《如積雪般的永寂》主題歌                                                |
| Sketch（）           | 動畫電影《多啦A夢：大雄的繪畫世界物語》主題曲                                         |
| いちについて         | TBS電視劇《第19號病歷表》主題曲                                                       |

### 歌曲提供
- Johnny's WEST （填詞）
- Atarashii Gakko! 《還是要上學啊（学校行けやあ゛）》（作曲、填詞）
- DISH// 、（作曲、填詞）
- シン&ふうか/演奏: THIS IS JAPAN[註 3]（作曲、填詞）
- ハルレオ 、[註 4]（作曲、填詞）
- 菅田將暉 《只憑接吻 feat. 愛繆（キスだけで feat. あいみょん）》（作曲、填詞）
- 木村KAELA 《Continue》（作曲、填詞）

### 參加作品
- Radio Bestsellers[註 5] 《栞（日语：ACCESSキャンペーン）》（2018年）
- RADWIMPS 《都快哭了啦 feat.愛繆（日语：ANTI ANTI GENERATION）》（2018年）
- 菅田將暉 《只憑接吻 feat.愛繆（日语：LOVE (菅田将暉のアルバム)）》（2019年）
- 平井堅 《怪物さん feat.愛繆（日语：怪物さん）》（2020年）

## 演出作品

### 動畫電影
- 蠟筆小新：新婚旅行風暴～奪回廣志大作戰～（2019年）
- 你想活出怎樣的人生（2023年） - 飾演 火美[14]

### 廣播節目
- 《愛繆的下午四點半》（あいみょんのPM4:30）（Kiss FM KOBE（日语：兵庫エフエム放送），2017年1月3日－3月28日）[15]
- 《傾聽愛繆》（Listen with あいみょん）（KKBOX/UtaPass，2017年4月－6月）[16]
- （InterFM897，2017年5月3日－5月31日）[17]
- 《MUSIC FREAKS（日语：MUSIC FREAKS）》（FM802；2018年10月14日－2019年9月29日，隔週主持）[18]
- 《愛繆的All Night Nippon》（日本放送；2020年7月23日[19]、2022年8月18日[20]）
- 《愛繆的All Night Nippon GOLD（日语：あいみょんのオールナイトニッポンGOLD）》（日本放送；2023年4月7日－，每月第一週五播出）

### NHK紅白歌合戰出場紀錄
| 年份/屆數                 | 出場次數 | 曲目             | 出演次序 | 對戰歌手         |
| ------------------------- | -------- | ---------------- | -------- | ---------------- |
| 2018年（平成30年）/第69回 | 初       | 金盞花           | 6/22     | 純烈             |
| 2020年（令和2年）/第71回  | 2        | 赤裸裸的心       | 17/21    | 柚子             |
| 2021年（令和3年）/第72回  | 3        | 在懂愛之前       | 35/43    | 星野源           |
| 2022年（令和4年）/第73回  | 4        | Heart~你不聽搖滾 | 34/44    | Official髭男dism |
| 2023年（令和5年）/第74回  | 5        | 愛之花           | 38/44    | 佐田治雅         |

## 獎項
| 年份   | 名稱              | 獎項           | 歌曲       | 結果 |
| ------ | ----------------- | -------------- | ---------- | ---- |
| 2018年 | 第99回日劇學院賞  | 最佳電視劇歌曲 | 今夜就這樣 | 提名 |
| 2020年 | 第105回日劇學院賞 | 最佳電視劇歌曲 | 赤裸裸的心 | 提名 |
| 2021年 | 第108回日劇學院賞 | 最佳電視劇歌曲 | 在懂愛之前 | 提名 |
| 2023年 | 第117回日劇學院賞 | 最佳電視劇歌曲 | 愛之花     | 獲獎 |
| 2024年 | 第120回日劇學院賞 | 最佳電視劇歌曲 | 我要去見你 | 獲獎 |
| 2024年 | 第121回日劇學院賞 | 最佳電視劇歌曲 | 粗目       | 提名 |

## 腳註

### 出典
1. ↑  . 日本華納音樂.   [2020-05-07]. （原始内容存档于2020-05-21） （日语）.
2. ↑  小川智宏. . ROCKIN'ON JAPAN (ロッキング・オン). 2015,. 2015年4月号（29巻5号、通巻450号）: 142–143  [2017-11-09]. （原始内容存档于2016-03-11）.
3. ↑  あいみょんインタビュー.  .  與神谷弘一、高木智史的访谈. 2015-12-22  [2016-06-06].  リアルサウンド, Cyzo Woman. （原始内容存档于2016-06-23）.
4. ↑  . www.aimyong.net. 愛繆官方網站. 2020-04-17  [2020-05-07]. （原始内容存档于2020-04-18）.
5. ↑  . 音楽ナタリー. 2016-12-11  [2016-12-12]. （原始内容存档于2016-12-11） （日语）.
6. ↑  . 音楽ナタリー.   [2018-12-06]. （原始内容存档于2018-09-22） （日语）.
7. ↑  . Natalie. 2018年10月18日  [2019-02-10]. （原始内容存档于2018-11-03） （日语）.
8. ↑  . あいみょん OFFICIAL FAN CLUB "AIM". 2019-02-06  [2019-02-06]. （原始内容存档于2019-02-07） （日语）.
9. ↑  . あいみょん OFFICIAL FAN CLUB "AIM".   [2018-12-14]. （原始内容存档于2022-04-16） （日语）.
10. ↑  . Oricon. 2019-12-28  [2020-05-07]. （原始内容存档于2019-12-28） （日语）.
11. ↑  . Oricon. 2020-03-25  [2020-05-07]. （原始内容存档于2020-03-26） （日语）.
12. ↑  . modelpress. 2021-02-03  [2021-08-29]. （原始内容存档于2021-08-29） （日语）.
13. ↑  . Oricon. 2021-03-31  [2021-08-29]. （原始内容存档于2021-03-31） （日语）.
14. ↑  . MANTANWEB. 2023-08-18  [2023-08-18]. （原始内容存档于2023-08-17） （日语）.
15. ↑  .   [2017-01-24]. （原始内容存档于2017-01-21）.
16. ↑  .   [2017-05-05]. （原始内容存档于2017-05-11）.
17. ↑  .   [2017-05-05]. （原始内容存档于2017-08-16）.
18. ↑  .   [2018-10-16].
19. ↑  . tower.jp. 2020-07-20  [2020-07-20]. （原始内容存档于2020-07-24）.
20. ↑  . tower.jp. 2022-08-12  [2022-12-02]. （原始内容存档于2022-12-02）.

## 外部連結
- 官方网站
- あいみょん｜ワーナーミュージック・ジャパン （页面存档备份，存于）
- あいみょん｜ラストラム・ミュージックエンタテインメント （页面存档备份，存于）
- YouTube上的愛繆頻道
- Eggs アーティストページ （页面存档备份，存于）
- 愛繆的X（前Twitter）
- あいみょんスタッフ的X（前Twitter）
- aimyon的Instagram帳戶
- 愛繆的Facebook專頁
- 愛繆的TikTok